# Mizukumi Stream
Mizukumi Stream är ett vattendrag i Antarktis. Det ligger i Östantarktis. Norge gör anspråk på området.